# Manuel José Tavares Fernandes
Manuel José Tavares Fernandes (Sarilhos Pequenos, 5 giugno 1951 – Lisbona, 27 giugno 2024) è stato un calciatore e allenatore di calcio portoghese, di ruolo attaccante.

## Carriera
Fu capocannoniere del campionato portoghese nel 1986.

## Palmarès

### Giocatore

#### Competizioni nazionali
- Campionato portoghese: 2

Sporting Lisbona: 1979-1980, 1981-1982
- Coppa del Portogallo: 2

Sporting Lisbona: 1977-1978, 1981-1982
- Supercoppa di Portogallo: 1

Sporting Lisbona: 1982